# Linhart
Linhart ist ein deutscher Familienname. Zu Herkunft und Bedeutung siehe Lienhard (Name).

## Namensträger
- Anton Linhart (1942–2013), österreichischer Fußball- und Footballspieler
- Anton Tomaž Linhart (1756–1795), slowenischer Schriftsteller
- Buzzy Linhart (1943–2020), US-amerikanischer Musiker
- Edmund Linhart (* 1949), österreichischer Maler und Grafiker
- Elisabeth Linhart, österreichische Sopranistin, Opern- und Liedsängerin
- Emil von Linhart (1846–1912), österreichischer Feldmarschallleutnant
- Eric Linhart (* 1976), deutscher Politikwissenschaftler
- Eva Linhart, deutsche Kunsthistorikerin
- Heinz Linhart (* 1940), österreichischer Maler, Kartolithograph und Fotograf
- Karin Linhart (* 1972), deutsche Rechtswissenschaftlerin
- Leopold Linhart (1914–1974), österreichischer Eiskunstläufer
- Lubomír Linhart (1906–1980), tschechoslowakischer Filmhistoriker, Publizist
- Markus Linhart (* 1959), österreichischer Politiker
- Michael Linhart (* 1958), österreichischer Außenminister, davor Diplomat
- Nate Linhart (* 1986), US-amerikanischer Basketballspieler
- Patrick Linhart (* 1977), slowakischer Politiker
- Paula Linhart (1906–2012), deutsche Sozialarbeiterin
- Petr Linhart (* 1990), tschechischer Handballspieler
- Sepp Linhart (* 1944), österreichischer Japanologe
- Wenzel von Linhart (1821–1877), mährisch-österreichischer Mediziner und Chirurg